# Sadguris Moedani I
Sadguris Moedani I (gruz. სადგურის მოედანი) – stacja tbiliskiego metra należąca do linii Achmeteli-Warketili. Została otwarta 11 stycznia 1966 roku. Do 2011 była znana jako Wagzlis Moedani (czyli złączenie dwóch członów – rosyjskiego wagzał, oznaczającego dworzec i gruzińskiego moedani oznaczającego plac). Od 2011 nazwa stacji została przemianowana na Sadguris Moedani co w języku gruzińskim oznacza Plac Dworcowy.